# Fernando Rivera y Moncada
Fernando Javier Rivera y Moncada (vers 1725 - 18 juillet 1781), né au Mexique, est un soldat de l'Empire espagnol en Nouvelle-Espagne. Il sert dans l'extrême nord-ouest de la zone frontalière de la Nouvelle-Espagne, dans les Californies (Las Californias), participant à plusieurs premières explorations terrestres. Fernando Rivera y Moncada est le troisième gouverneur des Californies, de 1774 à 1777,.

## Histoire

### Mexique
Rivera nait près de Compostela, en Nouvelle-Espagne (Mexique). Son père, Don Cristóbal de Rivera, est un notable et un responsable local. Rivera nait de la deuxième épouse de Don Cristóbal, Josefa Ramón de Moncada. Rivera a 10 frères, sœurs, demi-frères et sœurs; il est neuvième dans l'ordre de naissance. Dans le système des castes de l'Espagne coloniale, Rivera est de sang pur espagnol, mais sa naissance locale fait de lui un "criollo", dans l'ordre social un pas en dessous de ceux nés en Espagne.
Rivera entre au service militaire en 1742, servant à Loreto, en Basse-Californie, à une époque où l'établissement colonial de cette péninsule comprend principalement des missions jésuites. En 1751, Rivera est élevé au-dessus de plusieurs soldats plus âgés et de plus haut rang, à la fonction de commandement du presidio (quartier général militaire). Il participe à des missions de reconnaissance dans des régions du nord de la péninsule jusqu'alors inexplorées, avec les missionnaires explorateurs jésuites Ferdinand Konščak et Wenceslaus Linck .
En 1755, Rivera épouse Doña María Teresa Dávalos; un mariage probablement arrangé par leurs parents. Le couple a quatre enfants; trois garçons et une fille. Le mandat de Rivera en tant que commandant militaire de la Basse-Californie est généralement couronné de succès et il est très apprécié des jésuites, bien qu'il se soit impliqué dans des conflits avec des éleveurs, et des mineurs locaux, dont les objectifs sont en conflit avec ceux des missions.
La situation de Rivera change en 1767 lorsque les jésuites sont expulsés et remplacés en Basse Californie par des franciscains. Le changement de direction de mission est concomitant à l'installation d'une autorité civile par la Nouvelle-Espagne. L'histoire de l'expulsion des jésuites est liée aux luttes de pouvoir européennes de l'époque, mais elle a pour effet d'amener en Basse-Californie trois personnes qui vont façonner l'histoire ultérieure de la région: José de Gálvez, nommé "visitador" (à peu près équivalent à l'inspecteur-général, un bureau puissant relevant directement de la Couronne); Gaspar de Portolá, soldat espagnol issu d'une famille noble, et Junípero Serra, nouvellement nommé chef des missions franciscaines. Portolá, Serra et Fernando de Rivera se trouvent ainsi ensemble dans la région reculée de Baja California au moment où le roi Carlos III d'Espagne (conseillé par Gálvez), préoccupé par l'empiètement russe et britannique sur les revendications de la côte pacifique espagnole, ordonne une expédition au nord pour coloniser plus de régions des Californias. Les régions du nord nouvellement explorées deviennent connues sous le nom de Haute (Alta) Californie, pour distinguer ces zones de la Basse (Baja) Californie plus ancienne. Les Californies furent officiellement divisées en "Alta" et "Baja" en 1804.

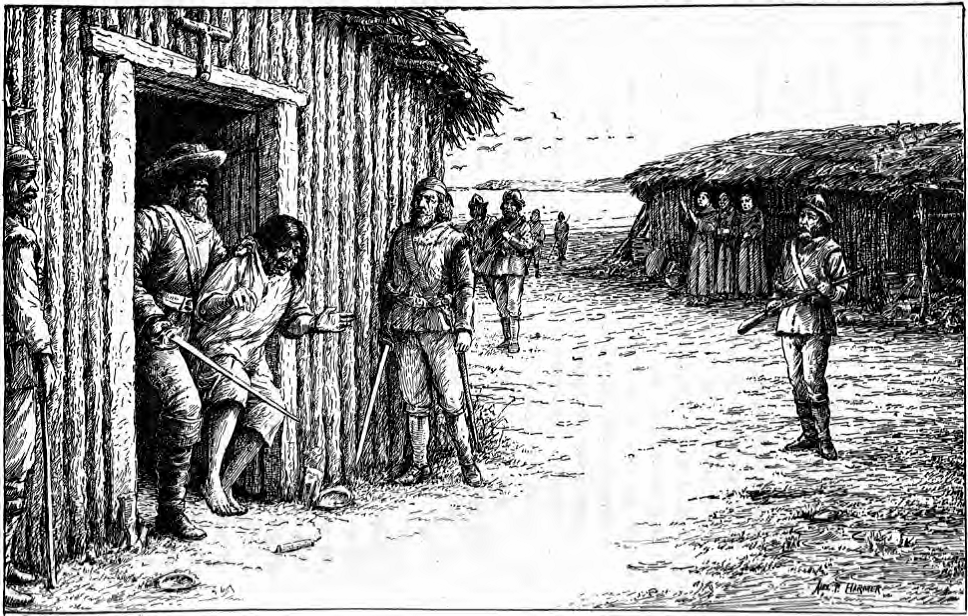
Le capitaine Fernando Rivera y Moncada entra en conflit avec l'Église lorsqu'il viola l' asile ecclésiastique de la Mission San Diego de Alcalá. Le 26 mars 1776, il expulsa de force un néophyte au mépris direct des prêtres. Le missionnaire Pedro Font décrivit plus tard la scène: "Rivera entra dans la chapelle avec l'épée tirée... (con la espada desnuda en la mano)." Rivera y Moncada fut sommairement excommunié de l' Église catholique romaine pour ses actions.

### Alta Californie
Première expédition terrestre
Malgré son conflit avec les missionnaires, Rivera fut choisi pour être le commandant en second de l'expédition de Portolá, chargé de ravitailler toute l'expédition. En 1769, voyageant avant le chef de l'expédition Gaspar de Portolá, Rivera dirigea le premier groupe terrestre de l'expédition de Portolá, atteignant San Diego, avec le journaliste missionnaire Juan Crespí, et l'ingénieur en construction de routes José Cañizares. Portolá et le président missionnaire Junípero Serra arrivèrent quelques semaines plus tard. L'établissement d'une colonie à San Diego atteignit le premier des deux objectifs principaux de l'expédition.
Après le rassemblement de plusieurs groupes terrestres et maritimes à San Diego, Rivera continua vers le nord avec Portolá à la recherche de la baie de Monterey, deuxième objectif de l'expédition. Ne reconnaissant pas Monterey lorsqu'ils la virent pour la première fois, l'expédition poursuivit vers le nord et découvrit la baie de San Francisco avant de retourner à San Diego. Une seconde incursion, quelques mois plus tard, montra l'erreur et établit une colonie à Monterey. Après avoir voyagé vers le sud pour réapprovisionner San Diego, Rivera se retira sur le continent mexicain vers 1772, mais il fut bientôt rappelé au service.

#### Gouverneur militaire des Californies
Serra et les franciscains s'étaient disputés avec le sous-lieutenant (militaire) gouverneur de Californie, Pedro Fages (qui a remplacé Portolá), et Rivera succéda à Fages en 1774. Rivera lui-même fut bientôt en conflit avec Serra et les franciscains, ainsi qu'avec Juan Bautista de Anza, commandant de deux nouvelles expéditions terrestres en Alta California en 1774-1775. Le conflit avec Serra vint de ce que Serra voulait fonder autant de nouvelles missions que possible, tandis que Rivera, avec seulement une soixantaine de soldats pour surveiller une bande de terre de 450 miles de long, voulait attendre des renforts. Le conflit avec Anza naquit d'insultes (involontairement) proférée par Rivera, combinées au fort ego d'Anza.
Bien que préférant un site plus au sud (dans la région de Palo Alto moderne), Rivera finalement accéda au souhait de Serra de localiser une mission et un presidio à l'extrémité nord de la péninsule, qui abrite le San Francisco moderne. Des missions à Santa Clara et San Juan Capistrano furent également fondées sous le gouvernement de Rivera; la première ville civile d'Alta Californie, le Pueblo de San José de Guadalupe (aujourd'hui San Jose, Californie ), fut fondé quelques semaines après le départ de Rivera.
Avant l'arrivée de l'expédition Anza de 1774, Rivera dirigea des expéditions de reconnaissance de Monterey vers les zones ciblées. Accompagné du missionnaire Francisco Palóu, ce groupe devint le premier Européen à visiter les rives de l'entrée de la baie de San Francisco, plus tard surnommée le « Golden Gate ». L'expédition antérieure de Portolá trouva la baie de San Francisco mais, la vue bloquée par les collines intermédiaires, ne permit pas de découvrir le canal d'entrée étroit. L'expédition de 1772 Fages vit le Golden Gate, mais du côté opposé de la baie, à proximité de l'Oakland moderne. Également lors du voyage de 1774, Palóu nomma une longue vallée (inconnue des explorateurs) formée  par la plus grande faille sismique de la côte californienne, juste au sud de San Francisco moderne. Le nom de Palou, Cañada de San Andrés est devenu plus tard "San Andreas", et a été appliqué à la faille elle-même.
Lorsque plusieurs communautés indiennes Kumeyaay se réunirent pour renvoyer la mission à San Diego en 1775, le gouverneur Rivera eut la responsabilité de réprimer la révolte. En guise de punition pour l'expulsion forcée de l'un des rebelles d'un bâtiment d'église temporaire de la mission, Rivera fut excommunié par les dirigeants des franciscains d'Alta California, notamment Junípero Serra, Pedro Font (qui s'était disputé avec Rivera) et Fermín Lasuén. Lasuén fut le seul ami personnel proche de Rivera pendant sa période en Alta California. Rivera était un homme pratiquant la religion, et l'excommunication le troubla clairement. L'excommunication par la suite fut annulée lorsqu'il renvoya l'Indien à l'église, puis s'en retournant demanda officiellement que l'Indien lui soit remis (ce qui se en produisit). Même pendant les événements, il y eut un désaccord parmi les franciscains sur la question de savoir si l'excommunication était effectivement justifiée.

#### Fonctions postérieures à la Californie
Après son mandat de gouverneur, Rivera fut réaffecté en 1777 en tant que commandant militaire (et vice-gouverneur des Californies) à Loreto. Sa mission finale fut de recruter des colons pour le nouveau pueblo (colonie laïque) de Los Ángeles, et les transporter en Alta California via la route terrestre du nord du Mexique. Bien que les colons de fussent rendus en toute sécurité dans le sud de la Californie, Rivera et beaucoup de ses soldats furent tués avec les missionnaires locaux, dont Francisco Garcés, à la Mission San Pedro y San Pablo de Bicuñer sur le fleuve Colorado inférieur pendant le soulèvement de la résistance civile et la révolte de la Indiens Quechan en 1781. La révolte des Quechan (Apache) de 1781 en Arizona fut un événement critique, car la victoire indienne interrompit les transports terrestres entre le nord du Mexique et l'Alta California pendant les 50 prochaines années, garantissant que l'Espagne/Mexique ne serait jamais en mesure de peupler suffisamment l'Alta California pour repousser l'essaimage d'immigrants de l'est de l'Amérique du Nord, qui finiront par s'emparer de la Californie lors de la guerre américano-mexicaine de 1846-1848.
La famille de Rivera dut attendre 19 ans après sa mort avant que le gouvernement espagnol ne leur verse finalement les sommes substantielles due à Rivera pour les arriérés de salaire. Le fu était principalement dû au fait que la plupart des documents sur ce que Rivera avait avancé, ainsi que les sommes réelles qu'il avait avancées, avaient été détruits ou confisquées par les Indiens Yuma lors du soulèvement de 1781. Au moment où les paiements furent finalement effectués, la veuve de Rivera et trois de ses quatre enfants étaient déjà morts (il y eut aussi des petits-enfants, qui souffrirent de la pauvreté pendant l'intérim).

## Réputation de Rivera
Rivera fut souvent considérée de manière quelque peu négative dans la littérature historique. Il fut accusé d'avoir été peu coopératif avec le père Serra, trop timide à l'idée de fonder de nouvelles missions et insuffisamment favorable à la fondation d'une colonie à San Francisco. Contre ces positions, il convient de souligner que Rivera n'avait qu'une poignée - jamais plus de 100 - soldats pour surveiller les 450 miles de la Californie, dans lesquels vivaient des dizaines de milliers d'indigènes potentiellement hostiles; et aussi que trois missions ont été établies sous Rivera, alors qu'une seule mission sera fondée dans les dix ans après son départ. Personne ne prétendit jamais que Rivera était d'une quelconque manière intéressé; il est possible qu'il ait été juste un peu trop enthousiaste lorsqu'il essaya de gérer le règlement d'Alta California - une tâche difficile. Mais malgré ses nombreuses réalisations - menant (et plus tard commandant) plusieurs premières explorations importantes, escortant en Californie une grande partie des premiers colons, presque tout le bétail civil, et soutenant les colonies de San Diego et Monterey - le souvenir de Rivera est peu évoqué, sauf par les historiens de Californie. Cela semble un oubli.